# Parasponia
 (octobre 2013).
Si vous disposez d'ouvrages ou d'articles de référence ou si vous connaissez des sites web de qualité traitant du thème abordé ici, merci de compléter l'article en donnant les références utiles à sa vérifiabilité et en les liant à la section « Notes et références ».
Genre
Parasponia est un genre de plantes à fleurs qui appartient à la famille des Cannabaceae. C'est la seule non-Légumineuse identifiée comme capable de s'associer aux rhizobia pour former des nodules fixateurs d'azote.

## Liste des espèces
Selon Catalogue of Life (24 juillet 2017) :
- Parasponia andersonii (Planch.) Planch.
- Parasponia melastomatifolia J. J.Smith
- Parasponia parviflora Miq.
- Parasponia rigida Merr. & Perry
- Parasponia rugosa Bl.